# Lindert
Lindert ist ein Familienname.

## Herkunft und Bedeutung
Lindert ist eine – besonders in den Niederlanden gebräuchliche – Form von Leonhard.

## Verbreitung

Relative Häufigkeit des Familiennamens Lindert in Deutschland

Häufigstes prozentuales Vorkommen des Familiennamens Lindert:
- Deutschland:[2]
  - Nordrhein-Westfalen (etwa 30 % aller Lindert in Deutschland)
  - Bayern
  - Niedersachsen
- Polen: Schlesien um Bielsko-Biała (ehemals Bielitz)[3]
- Niederlande (te Lindert): Gelderland um Aalten[4][5]
- Österreich: Linz-Land in und um Traun[6]
- USA: Wisconsin[7]

## Namensträger
- Björn Lindert (* 1977), Sportjournalist[8]
- Christoph Lindert (1938–2005), deutscher Schauspieler und Hörbuchsprecher
- Jutta Lindert (* 1958), deutsche Gesundheitswissenschaftlerin und Hochschullehrerin
- Peter H. Lindert (* 1940), US-amerikanischer Wirtschaftswissenschaftler